# Bromuconazol
Bromuconazol ist ein Gemisch von vier stereoisomeren chemischen Verbindungen aus der Gruppe der Triazole und Conazole.

## Gewinnung und Darstellung
Bromuconazol kann in einer fünfstufigen Synthesesequenz hergestellt werden. Im ersten Schritt erfolgt eine Umgrignardierung von 1-Brommethoxyacetylen mit Ethylmagnesiumbromid. Die resultierende Acetylengrignardverbindung wird im zweiten Schritt an 2,4-Dichlorbenzoylmethylchlorid addiert. Nach der Hydrierung der Dreifachbindung und einer Ringschlussreaktion mit p-Toluolsulfonsäure erfolgt im letzten Schritt ein nucleophiler Austausch der Chlorsubstitution durch 1,2,4-Triazol in Gegenwart von Kaliumcarbonat.
Bei einer alternativen Syntheseroute wird Allylmagnesiumbromid, welches durch die Umsetzung von Allylbromid mit Magnesium erhalten wird, an 2,4-Dichlorbenzoylmethylchlorid addiert. Danach erfolgt die nucleophile Substitution der Chloridfunktion durch 1,2,4-Triazol. Nach Bromierung der Doppelbindung wird die Zielverbindung (genauer, ein Gemisch von vier Stereoisomeren) durch einen basischen Ringschluss unter Dehydrohalogenierung erhalten.

## Eigenschaften
Bromuconazol ist ein farbloser Feststoff mit leicht alkoholischen Geruch, der praktisch unlöslich in Wasser ist. Bromuconazol ist hydrolysestabil.

### Isomere
Bromuconazol enthält zwei stereogene Zentren. Das technische Produkt ist eine Mischung von vier Stereoisomeren, es besteht aus zwei racemischen Diastereomeren-Paaren, wobei das Verhältnis zwischen den (2RS,4SR)-Isomeren einerseits und  den  (2RS,4RS)-Isomeren andererseits zwischen 1,04:1 and 1,33:1 liegt.
| Isomere von Bromuconazol |                                                  |                                                  |                                                  |                                                  |
| Name                     | (2R,4R)-Bromuconazol                             | (2S,4S)-Bromuconazol                             | (2R,4S)-Bromuconazol                             | (2S,4R)-Bromuconazol                             |
| Strukturformel           |                                                  |                                                  |                                                  |                                                  |
| CAS-Nummer               | 114544-81-9 [(2RS,4RS)- = (±)-(2R*,4R*)-Isomere] | 114544-81-9 [(2RS,4RS)- = (±)-(2R*,4R*)-Isomere] | 114544-80-8 [(2RS,4SR)- = (±)-(2R*,4S*)-Isomere] | 114544-80-8 [(2RS,4SR)- = (±)-(2R*,4S*)-Isomere] |
| CAS-Nummer               | 116255-48-2 (Isomerengemisch)                    |                                                  |                                                  |                                                  |
| PubChem                  | 3444 (Isomerengemisch)                           | 3444 (Isomerengemisch)                           | 3444 (Isomerengemisch)                           | 3444 (Isomerengemisch)                           |

## Verwendung
Bromuconazol wird als Fungizid verwendet und wurde 1990 von Rhône-Poulenc unter dem Namen Granit auf den Markt gebracht.

## Zulassung
Bromuconazol war bereits zwischen 1994 und 2007 in Deutschland zugelassen.
Die EU-Kommission beschloss 2008 aufgrund von Bedenken zur Ökotoxikologie, das Stoffgemisch nicht in den Anhang I der Richtlinie 91/414/EWG aufzunehmen.
Aufgrund eines erneuten Zulassungsantrags und weiterer Informationen kam die EU-Kommission zu dem Ergebnis, dass Bromuconazol keine große Gefahr für das Grundwasser darstelle und die Gefährlichkeit für Wasserorganismen im vertretbaren Rahmen liege. Die Substanz wurde daher mit Wirkung zum 1. Februar 2011 für Anwendungen als Fungizid in Anhang I der Richtlinie 91/414/EWG aufgenommen.
In vielen Staaten der EU, unter anderem in Deutschland und Österreich, sind Pflanzenschutzmittel mit diesem Wirkstoff zugelassen, nicht dagegen in der Schweiz.